# Supersaurus
Supersaurus (nghĩa là "siêu khủng long") là một chi khủng long thuộc cận bộ sauropoda và họ diplodocidae, phát hiện bởi Vivian Jones tại Delta, Colorado, nó sống vào đầu kỷ Jura (thành hệ Morrison, cách này khoảng 153 triệu năm. Supersaurus là một trong những sauropoda lớn nhất, có thể đạt chiều dài từ 33-34m, cao từ 5-5.2m, nặng từ 35-45 tấn.